# Katalin Ladik

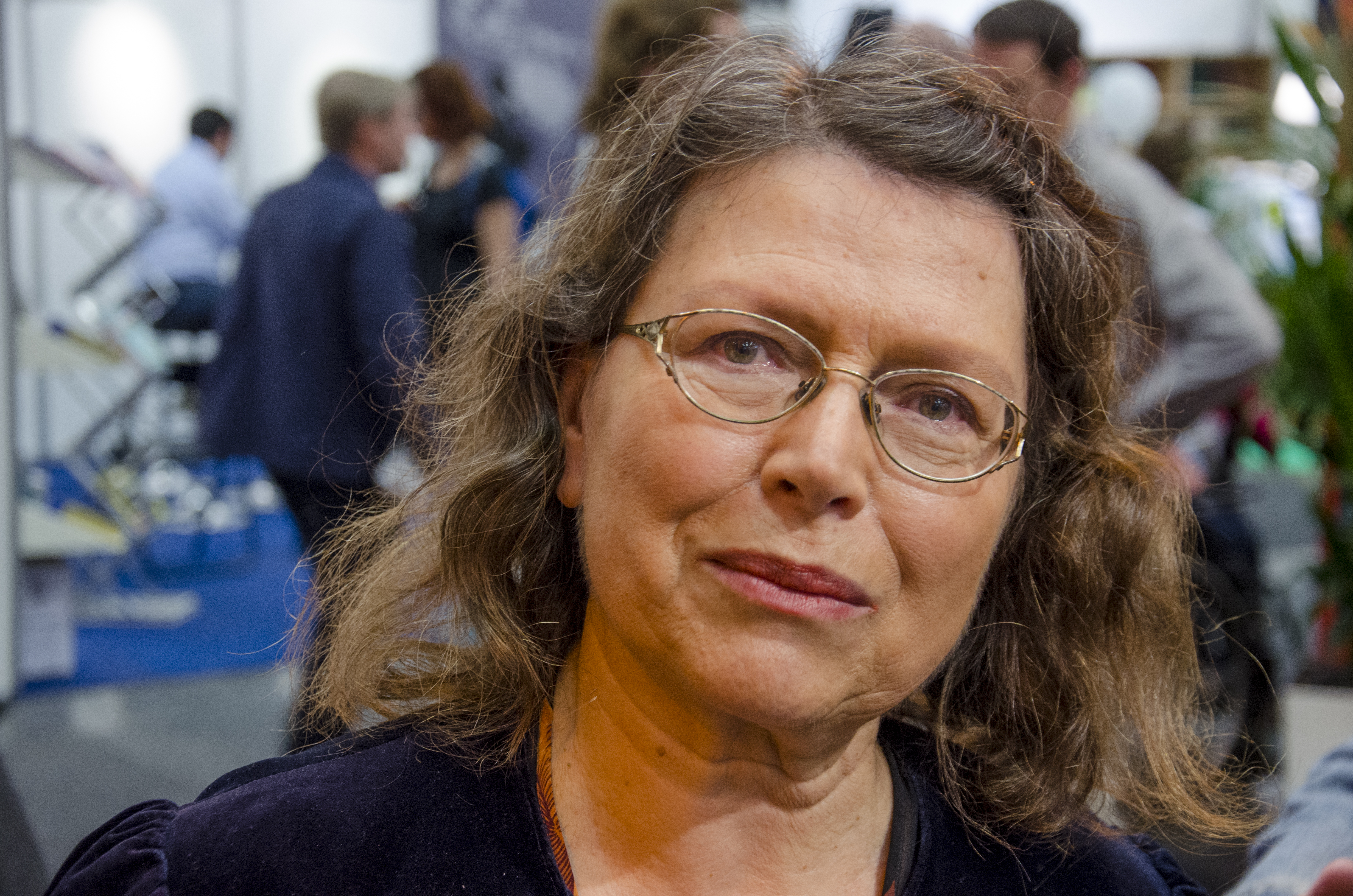
Katalin Ladik

Katalin Ladik (anhörenⓘ; * 25. Oktober 1942 in Novi Sad) ist eine jugoslawisch-ungarische Poetin, Performerin und Filmemacherin.

## Leben und Werk
Katalin Ladik stammt aus der ungarischen Bevölkerung der Vojvodina. Sie begann 1962, während sie als Bankangestellte arbeitete, zu schreiben. Sie war Radiomoderatorin und Theaterschauspielerin in Novi Sad, später arbeitete sie für Film und Fernsehen. 1990 wurde sie Redakteurin und lehrte im Bereich Musik und Theater.
Sie nutzt als künstlerische Medien Visuelle Poesie, Mail Art, Hörspiel, Prosa, Collage, Fotografie, Film und Experimentelle Musik. Ladik erforscht Sprache durch visuelle und stimmliche Ausdrucksweisen sowie durch Bewegung und Gesten. Ladik ist immer wieder im Rahmen von Performances, Happenings und Theaterstücken aufgetreten, die oft in urbaner Umgebung, aber auch in der Natur stattfinden. Sie war Mitglied des Künstlerkollektivs Bosch+Bosch. Katalin Ladik lebt und arbeitet abwechselnd in Novi Sad (Serbien), in Budapest (Ungarn) und auf der Insel Hvar (Kroatien).
Im Ungarn der 1960er-Jahre wurde sie durch ihre feministischen Nackt-Performances bekannt, die Kontroversen auslösten und die sie mit verschiedenen Kunstformen, wie der Lautpoesie, kombinierte. In der Performance Vabljene (1970) trat sie mit einem Bärenfell auf, das ihren Körper nur leicht bedeckte, und trug ein schamanistisches Lautgedicht vor. Mittels eines traditionellen ungarischen Dudelsacks, einer kleinen Trommel und eines Bogens wollte sie auf das Recht für künstlerische Freiheit hinweisen, die zu dieser Zeit besonders von Männern dominiert wurde.
Ladik wurde mehrfach ausgezeichnet und bespielte zahlreiche nationale und internationale Ausstellungen. 1977 machte sie sich einen Namen als Teilnehmerin des 10. Internationalen Sound Poetry Festivals in Amsterdam. 2010 fand eine Retrospektive im Museum of Contemporary Art of Vojvodina in Novi Sad statt, die überregional beachtet wurde, und 2017 wurde sie als Teilnehmer zur documenta 14 eingeladen. Sie wurde auch in die Ausstellungsreihe Feministische Avantgarde aufgenommen.

## Ausstellungen (Auswahl)
- 2010: Retrospektive. Museum of Contemporary Art of Vojvodina, Novi Sad
- 2017: documenta 14. Kassel.
- 2023: Katalin Ladik „Ooooooooo-pus“. Haus der Kunst, München, anschließend bis 2024 Ludwig Forum Aachen.